# جون بروف (سياسي)
جون بروف هو محرر وصحفي وسياسي أمريكي، ولد في 17 سبتمبر 1811 في مارييتا في الولايات المتحدة، وتوفي في 29 أغسطس 1865 في كليفلاند في الولايات المتحدة بسبب غنغرينا. نشط حزبياً في Union Party (United States, 1850) ‏ والحزب الديمقراطي. وقد انتخب حاكم ولاية أوهايو ‏ (11 يناير 1864 – 29 أغسطس 1865) وانتخب عضو مجلس نواب أوهايو ‏ وانتخب Ohio State Auditor ‏.